# Reninus puncticollis
Reninus puncticollis är en skalbaggsart som beskrevs av Lewis 1907. Reninus puncticollis ingår i släktet Reninus och familjen stumpbaggar. Inga underarter finns listade i Catalogue of Life.